# Franz Riklin
Franz Beda Riklin (San Gallo, 22 aprile 1878 – Küsnacht, 4 dicembre 1938) è stato uno psichiatra e pittore svizzero.

## Biografia
Proveniente da una severa famiglia cattolica, nacque a Sankt Gallen, studiò medicina a Ginevra, poi cominciò la sua carriera alla clinica Burghölzli di Zurigo, come assistente di Eugen Bleuler, specializzandosi in psicologia sperimentale con Emil Kraepelin e Gustav Aschaffenburg presso la clinica psichiatrica di Heidelberg. Nel 1904 era medico presso la clinica di Rheinau (Svizzera). Nel 1910, segretario della International Psychoanalytical Association, da poco fondata da Sigmund Freud.
Collaborò con Carl Gustav Jung sugli esperimenti di associazione verbale, sfociati nel trattato Experimentelle Untersuchungen über die Assoziationen Gesunder (1905). Un altro suo studio importante fu Wunscherfüllung und Symbolik im Märchen (1915), sull'appagamento dei desideri e sul simbolismo nelle fiabe.
Nel 1906 sposò Sophia Fiechter, cugina di Jung, con il quale la moglie condivideva il nonno, Karl Gustav Jung (1795-1864). La famiglia della moglie era protestante e il matrimonio non era approvato da quella di lui. La coppia ebbe quattro figli, uno dei quali, Franz Niklaus (1909-1969), divenne psicologo analitico e curò le opere dello zio Carl Gustav Jung. La famiglia Riklin-Fiechter si fece costruire una casa a Küsnacht, sul lago di Zurigo, dove l'amico pittore Augusto Giacometti realizzò un mosaico rappresentante Francesco d'Assisi e gli diede lezioni di pittura.
Dopo il litigio tra Freud e Jung nel 1913, si allontanò dalla psicoanalisi. Durante la prima guerra mondiale fu medico militare. Dopo la guerra, partecipò al circolo di artisti Das Neue Leben, con Hans Arp, Francis Picabia, Sophie Taeuber-Arp e Marcel Janco, facendosi apprezzare anche come pittore.

## Opere
- Hebung epileptischer Amnesien durch Hypnose, in "Journal für Psychologie und Neurologie", Bd. I, 1902, Barth, Leipzig 1903.
- con C.G. Jung, Diagnostische Assoziationstudien. I. Beitrag. Experimentelle Untersuchungen über Assoziationen Gesunder, in "Journal für Psychologie und Neurologie", vol. III., pp. 55–83, 145–l64, 193–214, 283–308, e vol. IV., pp. 24–67; trad. di Irene Bernardini, Ricerche sperimentali sulle associazioni di individui normali, nel primo tomo del secondo volume delle Opere di Jung, Bollati Boringhieri, Torino 1984.
- Wunscherfüllung und Symbolik im Märchen, H. Heller, Leipzig e Wien 1908.
- Impressionen aus England, Rascher, Zürich 1918.
- Die Programmfreiheit bei Radio und Fernsehen, Universitatsverlag, Freiburg 1973.